# US Alessandria Calcio 1912

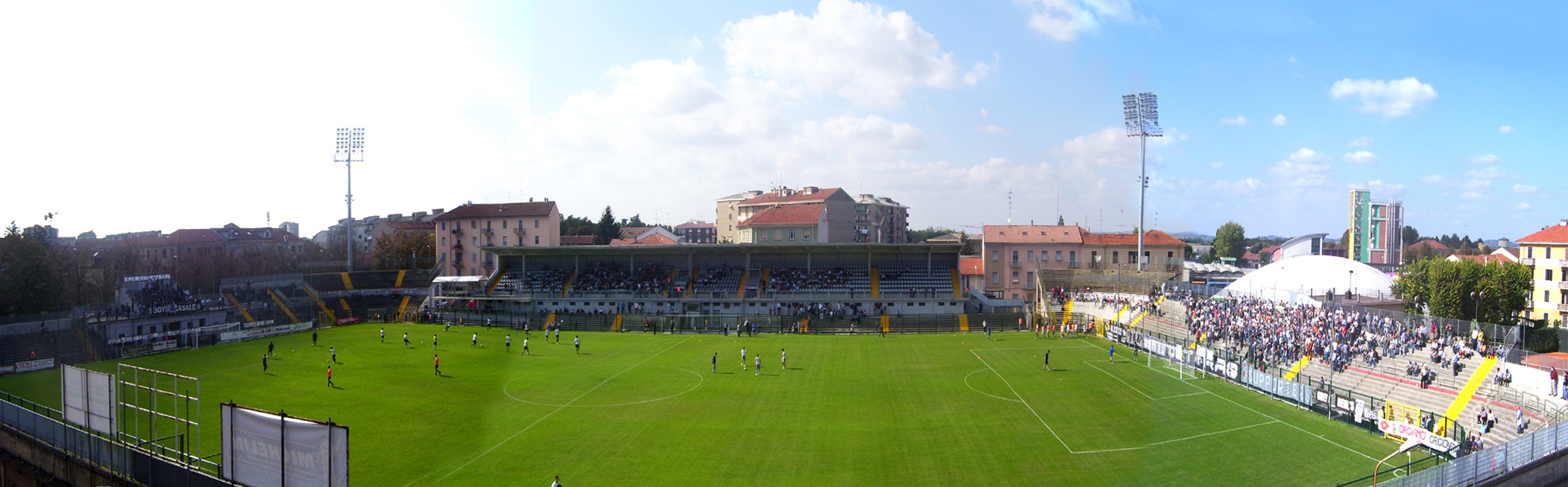
Stadio Giuseppe Moccagatta

US Alessandria Calcio 1912 was een Italiaanse voetbalclub uit de stad Alessandria.

## Geschiedenis
De club werd gesticht als FBC Alessandria in 1912 en speelde in 1913 voor het eerst in de hoogste klasse, die nog regionaal gespeeld werd in die tijd. In 1920 fusioneerde de club met US Alessandrina (opgericht in 1915) en nam nu de naam US Alessandria aan. In 1929 was de club medeoprichter van de Serie A en bleef daar spelen tot 1937 met een 6de plaats als hoogste positie. In 1946 keerde de club terug voor 2 seizoenen en later nog eens van 1957 tot 1960, daarna speelde de club nooit meer in de Serie A. In 1967 degradeerde de club naar de Serie C en kon enkel nog in 1974/75 even terugkeren naar de Serie B.
In 2003 degradeerde de club voor het eerst in zijn bestaan naar de Serie D en ging failliet. De club werd heropgericht onder de huidige naam en begon in de Eccellenza, een amateurliga en werd daarin kampioen. De club promoveerde in 2009 naar de Lega Pro Prima Divisione.
Na de overwinning tegen Genoa in de Coppa Italia 2015/16 werd Alessandria de eerste ploeg uit de Serie C die de kwartfinale haalde in de Italiaanse beker sinds Bari in het seizoen 1983/84. In de kwartfinale werd een 2–1 overwinning behaald tegen Spezia. In de halve finale was AC Milan een maatje te groot. Thuis werd er 0–1 verloren en in San Siro werd het 5–0.
In 2024 ging de club failliet. Een nieuwe club Forza e Coraggio Alessandria werd opgericht die startte op het laagste niveau.

## Eindklasseringen
- 1946 1e
Serie B
- 1947 14e
Serie A
- 1948 19e
Serie A
- 1949 11e
Serie B
- 1950 18e
Serie B
- 1951 4e
Serie C
- 1952 4e
Serie C
- 1953 2e
Serie C
- 1954 13e
Serie B
- 1955 15e
Serie B
- 1956 9e
Serie B
- 1957 2e
Serie B
- 1958 12e
Serie A
- 1959 14e
Serie A
- 1960 17e
Serie A
- 1961 7e
Serie B
- 1962 10e
Serie B
- 1963 14e
Serie B
- 1964 15e
Serie B
- 1965 9e
Serie B
- 1966 13e
Serie B
- 1967 19e
Serie B
- 1968 9e
Serie C
- 1969 7e
Serie C
- 1970 9e
Serie C
- 1971 2e
Serie C
- 1972 2e
Serie C
- 1973 3e
Serie C
- 1974 1e
Serie C
- 1975 18e
Serie B
- 1976 16e
Serie C
- 1977 6e
Serie C
- 1978 11e
Serie C
- 1979 10e
Serie C1
- 1980 16e
Serie C1
- 1981 1e
Serie C2
- 1982 17e
Serie C1
- 1983 5e
Serie C2
- 1984 3e
Serie C2
- 1985 3e
Serie C2
- 1986 3e
Serie C2
- 1987 16e
Serie C2
- 1988 5e
Serie C2
- 1989 2e
Serie C2
- 1990 16e
Serie C1
- 1991 1e
Serie C2
- 1992 11e
Serie C1
- 1993 9e
Serie C1
- 1994 14e
Serie C1
- 1995 11e
Serie C1
- 1996 7e
Serie C1
- 1997 7e
Serie C1
- 1998 15e
Serie C1
- 1999 8e
Serie C2
- 2000 2e
Serie C2
- 2001 18e
Serie C1
- 2002 2e
Serie C2
- 2003 18e
Serie C2
- 2004 8e
Eccellenza
- 2005 1e
Eccellenza
- 2006 8e
Serie D
- 2007 6e
Serie D
- 2008 1e
Serie D
- 2009 2e
Seconda Divisione
- 2010 8e
Prima Divisione
- 2011 18e
Prima Divisione
- 2012 11e
Seconda Divisione
- 2013 7e
Seconda Divisione
- 2014 3e
Seconda Divisione
- 2015 5e
Lega Pro
- 2016 4e
Lega Pro
- 2017 2e
Lega Pro
- 2018 6e
Serie C
- 2019 10e
Serie C
- 2020 5e
Serie C
- 2021 2e
Serie C
- 2022 18e
Serie B
- 2023 17e
Serie C
- 2024 20e
Serie C

- Serie A
- Serie B
- Serie C
- Prima Divisione
- Seconda Divisione
- Serie D
- Eccellenza

## Alessandria in Europa
Groep = groepsfase, T/U = Thuis/Uit, W = Wedstrijd .
Uitslagen vanuit gezichtspunt US Alessandria
| Seizoen | Competitie | Ronde | Land                             | Club         | Totaalscore | 1e W    | 2e W    |
| ------- | ---------- | ----- | -------------------------------- | ------------ | ----------- | ------- | ------- |
| 1960    | Mitropacup | Groep | Vlag van Joegoslavië (1943-1992) | Velez Mostar | 2-6         | 1-4 (U) | 1-2 (T) |

## Bekende (oud-)spelers
- Gino Armano
- Adolfo Baloncieri
- Luigi Bertolini
- Valerio Bertotto
- Felice Borel
- Giancarlo Camolese
- Renzo Cappellaro
- Renato Cattaneo
- Gianni Fanello
- Enrico Fantini
- Giovanni Ferrari
- Dino Galparoli
- Francisco Ramón Lojacono
- Edoardo Reja
- Gianni Rivera
- Roger Vonlanthen
- Árpád Weisz